# Outlaw Run
Outlaw Run est un parcours de montagnes russes en bois du parc Silver Dollar City, situé à Branson, dans le Missouri aux États-Unis. Ouvertes le 15 mars 2013, ce sont les premières montagnes russes en bois construites par Rocky Mountain Construction.

## Historique
Dès 2009, Silver Dollar City planifie en secret une nouvelle attraction pour 2013.
Au IAAPA 2011 Trade Show, Alan Schilke, de Rocky Mountain Construction, annonce que sa compagnie a deux projets sur lesquels elle travaille pour une ouverture en 2013. La construction totale d'un parcours de montagnes russes en bois constitue l'un d'entre eux. Il est révélé plus tard que ces montagnes russes seront construites à Silver Dollar City,.
Après le début de la construction dans le parc, Silver Dollar City lance un site annonçant une attraction pour 2013. Ce site indique que l'attraction sera thématisée sur les diligences et le Far West. Le site indique aussi qu'une annonce sera faite le 9 août 2012. Deux indices sont donnés : une lettre écrite à la main et une photo montrant l'attraction Powder Keg: A Blast into the Wilderness et le lac Table Rock Lake,.
Le 9 août 2012, Silver Dollar City annonce officiellement Outlaw Run. Il est dit que les montagnes russes seront les seules montagnes russes en bois à avoir des inversions et aura la descente la plus raide sur des montagnes russes en bois et que le projet à 10 millions de dollars ouvrira au printemps 2013. L'attraction devrait attirer 65 000 visiteurs supplémentaires au parc après son ouverture.
Le 26 septembre 2012, la dernière partie de la piste est installée sur Outlaw Run. L'attraction ouvre en avant-première le 13 mars et au public le 15 mars.

## Description
Outlaw Run marque les débuts de Rocky Mountain Construction dans les montagnes russes en bois.

### Parcours
Le train sort de la gare et monte le lift hill à chaîne. Après une pré-descente, il avance dans la descente de 49,4 mètres inclinée à 81°. Le train continue dans le premier élément, un overbanked turn incliné à 153°. Après une courbe proche du sol, le train descend de 30 mètres et monte de 21 mètres. Après plusieurs virages, il arrive au dernier élément du parcours, une double heartline roll. Il passe ensuite dans les freins finaux avant le retour dans la gare,,. Un tour dure 1 minute et 27 secondes.

### Trains
Dans Outlaw Run, il y a deux trains de six wagons. Chaque wagon a deux rangées de deux passagers pour un total de 24 passagers par train. Contrairement à la plupart des montagnes russes qui utilisent des roues en polyuréthane, Outlaw Run a des roues en métal,.

### Piste
La piste de 895,2 mètres de longueur est faite de couches de bois avec une plaque d'acier située dans les couches supérieures de la piste. Le placage en métal est connu sous le nom de Topper Track est se trouve dans beaucoup de montagnes russes que Rocky Mountain Construction a rénovées,,. Ce style de piste est conçu pour réduire les travaux de maintenance requis pour des montagnes russes en bois et pour offrir un parcours plus fluide,.

### Statistiques
Outlaw Run sont les deuxièmes montagnes russes en bois les plus rapides au monde, atteignant 109,4 km/h. Dans les 895,2 mètres du parcours, les passagers subissent trois inversions. Le terrain est utilisé pour permettre une descente de 49,4 mètres après le lift hill de 32,6 mètres.

## Records
Outlaw Run a la descente la plus raide sur des montagnes russes en bois. Elle est inclinée à 81°. 